# Piercia basutensis
Piercia basutensis là một loài bướm đêm trong họ Geometridae.